# Regierungsbezirk

Regierungsbeziks d'Alemanya.

Un regierungsbezirk és una regió administrativo-governamental d'Alemanya, una subdivisió d'alguns estats federats. Els regierungsbezirke estan alhora dividits en districtes (kreise) que poden ser o bé urbans o rurals. El regierungsbezirk està governat per un bezirksregierung dirigit pel regierungspräsident.
No tots els bundesländer (estats federats) disposen d'aquesta subdivisió; alguns, estan directament dividits en districtes. Cinc estats estan dividits en 22 regierungsbezirke, amb una població que oscil·la dels 5.255.000 de Düsseldorf als 1.065.000 de Giessen:
 Baden-Württemberg: Friburg, Karlsruhe, Stuttgart, Tübingen
 Baviera: Alta Baviera, Baixa Baviera, Alta Francònia, Francònia Mitjana, Baixa Francònia, Alt Palatinat, Suàbia
 Hessen: Darmstadt, Giessen, Kassel
 Rin del Nord-Westfàlia: Arnsberg, Detmold, Düsseldorf, Colònia, Münster

## Història
Els primers regierungsbezirke foren creats pel Regne de Prússia, el 1815/16, el qual dividia les seves províncies en 25 regierungsbezirke. Els del Rin del Nord-Westfàlia són la continuació directa dels creats el 1815. Altres estats de l'Imperi Alemany van crear entitats similars, anomenades kreishauptmannschaft (a Saxònia) o kreis (a Baviera i a Württemberg) (no han d'ésser confosos amb els kreise o landkreise d'avui en dia). Durant el Tercer Reich el govern nazi va unificar els noms, passant tots a anomenar-se regierungsbezirk.
L'1 de gener de 2000, la Renània-Palatinat va dissoldre els seus tres regierungsbezirke Coblença, Hessen del Rin-Palatinat i Trèveris - les funcions i els treballadors dels tres Regierungsbezirke es van repartir en tres noves institucions amb funcions a tot l'estat.
L'1 de gener de 2001, Saxònia-Anhalt va dissoldre els seus tres regierungsbezirke Dessau, Halle i Magdeburg - les funcions van passar en mans d'un landesverwaltungsamt que manté oficines al mateix lloc que les antigues Bezirksregierungen.
L'1 de gener de 2005, la Baixa Saxònia també va dissoldre els seus quatre regierungsbezirke Brunsvic, Hannover, Lüneburg, Weser-Ems.
L'1 d'agost de 2008, Saxònia va reestructurar els seus districtes (Landkreise) i va canviar el nom dels seus Regierungsbezirke a Direktionsbezirke. Això era necessari perquè un dels nous districtes no s'ajustava a les fronteres de l'antic Regierungsbezirke i algunes competències estaven cobertes pels districtes. El Direktionsbezirke també s'anomenaren Chemnitz, Dresden i Leipzig. A partir de l'1 de març de 2012, els Direktionsbezirke es van fusionar en un Landesdirektion.

### Històrics Regierungsbezirke
- Prússia
  - Berlín, que comprenia la ciutat i diversos suburbis, va ser incorporat Regierungsbezirk de Potsdam de la província de Brandenburg al 1822
  - Clèveris, de la província de Jülich-Clèveris-Berg, incorporat al de Düsseldorf al 1822
  - Reichenbach, de la província de Silèsia, incorporat als de Breslau i Liegnitz al 1820
  - Stralsund, de la Província de Pomerània, incorporat al de Stettin al 1932
  - Prússia Occidental, de la província de Prússia Oriental, dissolt al 1939
- Dissolts entre 1919 i 1920 després de la cessió de territori després del Tractat de Versalles. Restablerts el 1939 en el transcurs de les annexions alemanyes a Polònia. Després de la derrota alemanya el 1945, es va dissoldre de nou:
  - Bromberg, de la província de Posen
  - Danzig, de la província de Prússia Occidental
  - Marienwerder, de la província de Prússia Occidental
  - Posen, de la província de Posen
- Establerts després del 1939 Invasió de Polònia, dissolts al 1945:
  - Hohensalza, del Reichsgau de Wartheland
  - Katowice, de la província de Silèsia (Província d'Alta Silèsia des del 1941)
  - Litzmannstadt (de Kalisch fins al 1941), del Reichsgau de Wartheland
  - Zichenau, de la província de Prússia Oriental
- Antics territoris orientals, dissolts al 1945:
  - Allenstein, de la província de Prússia Oriental
  - Breslau, de la província de Silèsia
  - Gumbinnen, de la província de Prússia Oriental
  - Köslin, de la Província de Pomerània
  - Königsberg, de la província de Prússia Oriental
  - Liegnitz, de la província de Silèsia
  - Oppeln, de la província de Silèsia
  - Stettin, de la Província de Pomerània
  - Schneidemühl, de la Província de Pomerània
- Alemanya ocupada pels aliats:
  - Erfurt, de l'Estat de Turíngia, dissolt al 1945
  - Frankfurt, de la província de Brandenburg, dissolt al 1945
  - Merseburg, de la província de Halle-Merseburg, dissolt al 1945
  - Minden, de la província de Westfàlia, incorporat al de Detmold al 1947
  - Potsdam, de la província de Brandenburg, dissolt al 1945
  - Schleswig, de la província de Schleswig-Holstein, dissolt al 1946
  - Sigmaringen, de la província de Hohenzollern, incorporat a Württemberg-Hohenzollern al 1946.
  - Zwickau, de la província de Saxònia, dissolt al 1946
- Es va dissoldre durant les reformes territorials dels anys seixanta i setanta:
  - Aquisgrà, de Rin del Nord-Westfàlia, dissolt al 1972
  - Aurich, de la Baixa Saxònia, dissolt al 1978
  - Hildesheim, de la Baixa Saxònia, dissolt al 1978
  - Montabaur, de Renània-Palatinat, dissolt al 1968
  - Nordbaden, de Baden-Württemberg, dissolt al 1973
  - Nordwürttemberg, de Baden-Württemberg, dissolt al 1973
  - Oldenburg, de la Baixa Saxònia, dissolt al 1978
  - Osnabrück, de la Baixa Saxònia, dissolt al 1978
  - Palatinat, de la Renània-Palatinat, dissolt al 1968
  - Rheinhessen, de Renània-Palatinat, dissolt al 1968
  - Stade, de la Baixa Saxònia, dissolt al 1978
  - Südbaden, de Baden-Württemberg, dissolt al 1973
  - Südwürttemberg-Hohenzollern, de Baden-Württemberg, dissolt al 1973
  - Wiesbaden, de Hessen, dissolt al 1968